# Stadion im. Dawita Abaszidze
Stadion im. Dawita Abaszidze – stadion piłkarski w Zestaponi, w Gruzji. Został otwarty w 1952 roku. Może pomieścić 4558 widzów. Swoje spotkania rozgrywają na nim piłkarze klubu FC Zestaponi.

## Historia
Stadion został wybudowany przez miejscowy zakład żelazostopów. Jego otwarcie nastąpiło w 1952 roku, choć pierwsze mecze rozegrano na nim w roku 1951, jeszcze w trakcie budowy. Pierwotnie obiekt znany był pod nazwą Stadion Centralny. W 1981 roku zmodernizowano obiekt, budując nową trybunę po stronie wschodniej, a także tworząc dach nad trybuną zachodnią. Pojemność stadionu wzrosła wówczas do 8000 widzów. Kolejne modernizacje areny miały miejsce w XX wieku, m.in. zainstalowano maszty oświetleniowe i plastikowe krzesełka na trybunach, zmniejszając pojemność obiektu do 4558 widzów. 9 kwietnia 2010 roku stadionowi nadano imię prezesa klubu piłkarskiego z Zestaponi, Dawita Abaszidze.
Od momentu powstania obiektu jego gospodarzem był klub piłkarski Metalurgi Zestaponi. W 1990 roku w jego miejsce powstał zespół Margveti Zestaponi, a po jego rozwiązaniu z przyczyn finansowych w 1999 roku znów powołano do życia Metalurgi Zestaponi. Zespół ten upadł w 2004 roku, a jego miejsce wypełnił nowo powstały FC Zestaponi. Drużyna ta w sezonach 2010/2011 i 2011/2012 zdobywała tytuły Mistrza Gruzji. Na obiekcie odbywały się także spotkania europejskich pucharów oraz reprezentacji młodzieżowych. 22 listopada 2016 roku na stadionie rozegrano finał Pucharu Gruzji (Merani Martwili – Torpedo Kutaisi 1:2).